# گرگ‌ها (ترانه سلنا گومز و مارشملو)
«گرگ‌ها» (به انگلیسی: Wolves) ترانه‌ای از خوانندهٔ آمریکایی سلنا گومز و تهیه‌کننده موسیقی رقص الکترونیک مارشملو است که ۲۵ اکتبر ۲۰۱۷ توسط شرکت اینتراسکوپ رکوردز منتشر شد. این قطعه توسط سلنا گومز، آلی تامپوزی، لوییس بل، مارشملو، اندرو وات، برایان لی و کارل روزن آهنگسازی شده و توسط مارشملو و وات تهیه شده‌است.

## نقد
این قطعه به عنوان یک آهنگ الکترونیک با چاشنی‌ای از سازهای آکوستیک و پاپ دههٔ ۸۰ میلادی توصیف شده‌است. آهنگ شروعی مبهم و تاز دارد که در آن سلنا گومز بر روی نوای گیتار آکوستیک به آرامی می‌خواند و بخش میانی (بریدج) آن تقریباً کانتری-پاپ است و بخش هم‌خوانان (کورس) زاییدهٔ سبک خاص مارشملو است. سلنا گومز در مصاحبه‌ای با Beats 1 بیان کرد که این آهنگ عمیقاً بازتابی است از احساساتی که موقع ضبط آن داشته تجربه می‌کرده.

## موزیک ویدئو
۲ نوامبر ۲۰۱۷ سلنا گومز ویدئویی عمودی از این آهنگ را به طورِ اختصاصی در اسپاتیفای منتشر کرد. این ویدئو بعداً در کانال یوتیوب او نیز منتشر گردید. این ویدئو بر اساس یک ارتباط FaceTime بین گومز و مارشملو شکل گرفته‌است.
۱۷ نوامبر ۲۰۱۷ موزیک ویدئوی رسمی این قطعه در آی‌تیونز و اپل موزیک رونمایی شد. یک روز پس از آن این موزیک ویدئو در کانال یوتیوب گومز و مارشملو منتشر گردید.

## اجرای زنده
سلنا گومز و مارشملو این آهنگ را ۱۹ نوامبر ۲۰۱۷ برای نخستین بار در مراسم جوایز موسیقی آمریکا به طورِ زنده اجرا کردند.